# 至聖三者聖セルギイ大修道院
至聖三者聖セルギイ大修道院（しせいさんしゃせいセルギイだいしゅうどういん、ロシア語: Троице-Сергиева лавра）はロシアにある正教会の修道院。モスクワから北東70キロメートルに位置するセルギエフ・ポサードの町にあるこの修道院は、ロシア正教会において最も重要な修道院のひとつであり、その精神的な支柱ともいうべき地位にある。トローイツェ・セルギエヴァ・ラーヴラとも転写される。
至聖三者（ロシア語: Троице）とは正教会用語で、他キリスト教教派でいう三位一体に当たる。大修道院と訳されるラヴラ（ロシア語: лавра、ラーヴラ）とは、修道院の格式の高さを示す修道院の称号。
その諸建築はロシア教会建築の優品として知られる。世界遺産として登録されており、登録名は、「セルギエフ・ポサードの至聖三者セルギイ大修道院の建築的遺産群」。

## 概要

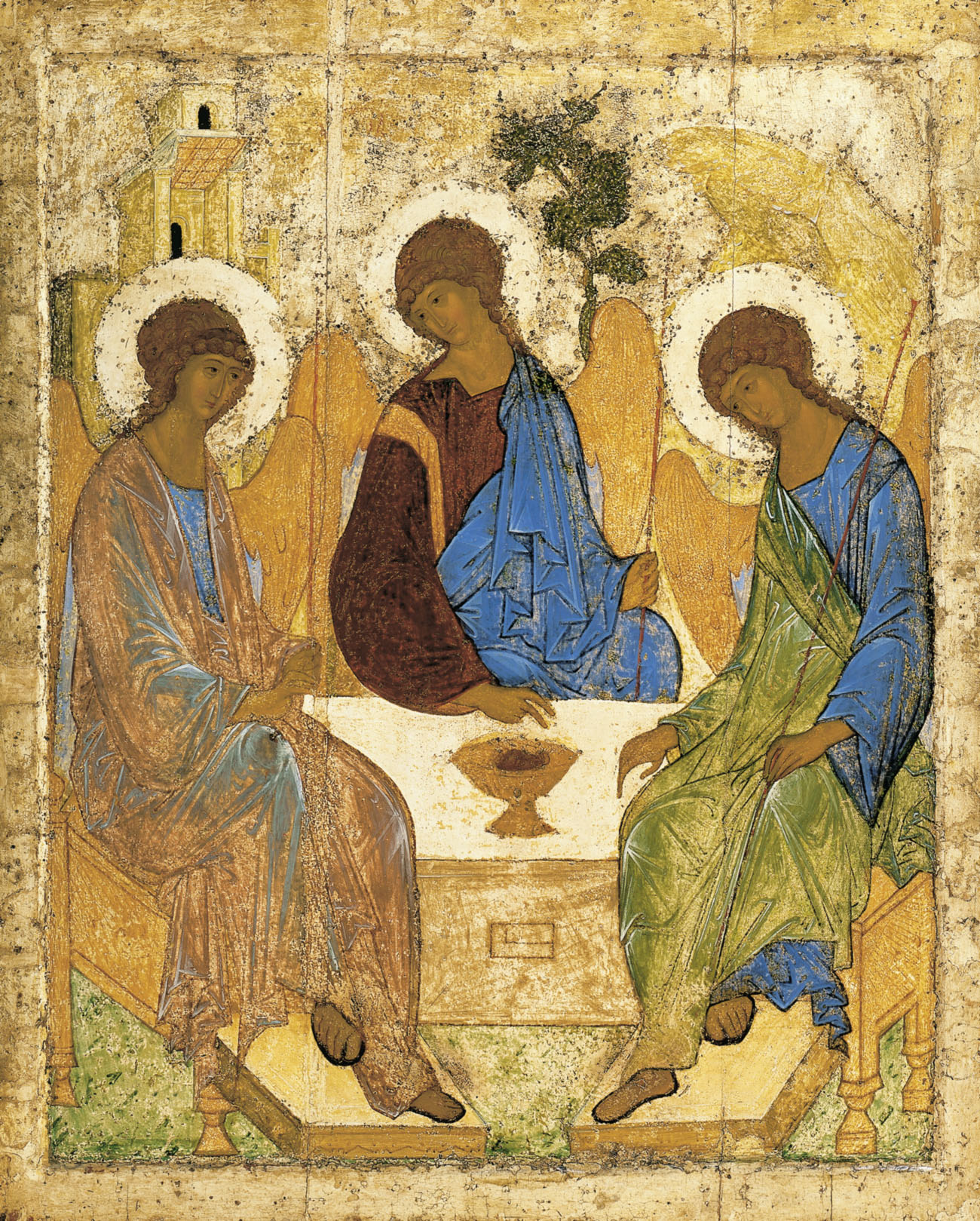
ルブリョフによるイコン『至聖三者』。当初は大修道院内の至聖三者大聖堂にあったが、現在、原本はトレチャコフ美術館所蔵。

1345年、ラドネジの克肖者聖セルギイにより至聖三者（三位一体）を記憶した聖堂が建てられ、これが修道院の起源となる。建立直後からラドネジの聖セルギイの指導下で修道院は大きく発展したが、その後も長い歴史の中で修道院は発展・拡大を続けた。
15世紀に描かれた、アンドレイ・ルブリョフによる著名なイコン『至聖三者』は、当初はこの修道院内の至聖三者大聖堂（トロイツキー大聖堂）に納められていた（現在、原作はトレチャコフ美術館所蔵）。16世紀に修道院内最大の大聖堂である生神女就寝大聖堂（ウスペンスキー大聖堂）建立。17世紀には前駆授洗イオアン誕生教会や聖セルギイの食堂が建設された。18世紀にはラヴラの格が与えられたほか、高さ88メートルをほこる白と青のバロック式鐘楼が建てられ、院内には神学校が設置された。19世紀には神学校は神学大学に改組された。
発展を続けた大修道院であったが、20世紀にロシア革命が起こりボリシェヴィキ政権（ソ連政府）が神品 (正教会の聖職)・修道士・修道女の虐殺を含む宗教弾圧政策をとる中、大修道院も壊滅的打撃を受けた。修道院は1920年から1945年までの間、閉鎖され、多くの文化財が散逸した。ソ連時代後半には若干態度を軟化させたソ連政府の下で、修道生活が細々と行われるようになった。
ソビエト連邦の崩壊後、大修道院は本格的に復興。1993年には建造物群が世界遺産に登録されている。
創設者であるラドネジの聖セルギイのほか、聖マクシム・グレク、アラスカの聖インノケンティなど著名な聖人の不朽体が多く安置され、マカリイ1世 (モスクワ府主教)、アレクシイ1世 (モスクワ総主教)といった著名な人物の多くの墓がある。
至聖三者セルギイ大修道院の修道院長は、モスクワおよび全ロシアの総主教が務める。実務はセルギエフ・パサード駐在の院長代理が務める。

## 歴史

### 起源

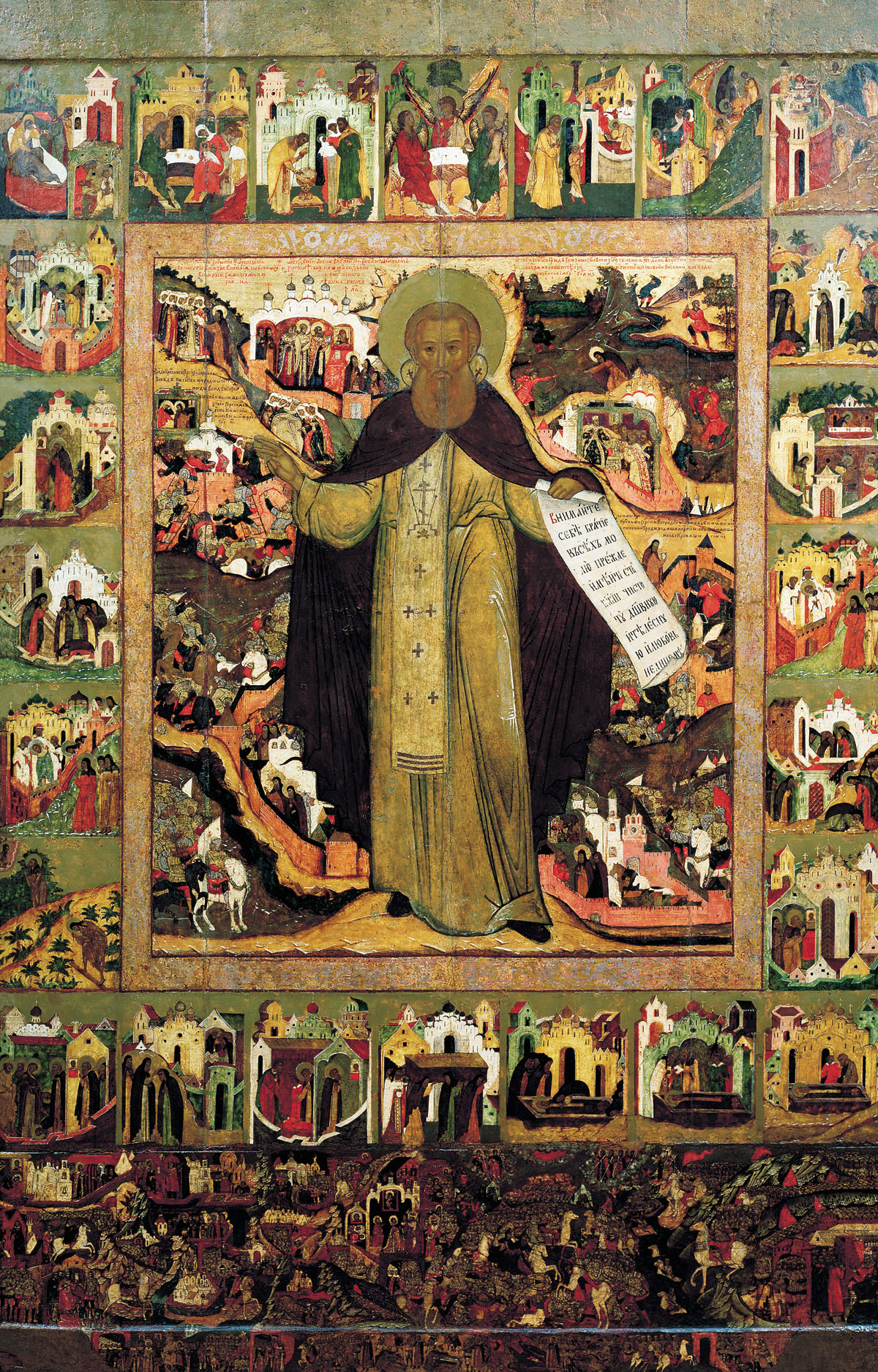
ラドネジの聖セルギイのイコン。周りに聖セルギイの生涯が描かれている。

至聖三者聖セルギイ大修道院または、トローイツェ・セルギエフ修道院は、1345年ロストフ出身の修道士であるラドネジの聖セルギイによって創設された。聖セルギイがマコヴェッツ丘に至聖三者（三位一体）を記念して建立した木造教会が起源とされる。修道院の初期の発展については、セルギイと彼の弟子達によって記録に残されている。
1355年セルギイは修道院の施設として食堂、台所、製パン所などを増築させた。修道院に施設の建築を義務づけた特許状は、以後、セルギイの多くの弟子たちの規範となり、これらの弟子たちはこの特許状に従ってソロヴェツキー修道院、キリロ・ベロゼルスキー修道院 Kirilov-Belozersky Monastery、そしてシモノフ修道院を始めとする修道院を400以上建設した。
ラドネジのセルギイは、中世ロシアにおいて多大な影響力を持ち、ロシア諸侯の紛争にあっては、仲介役として調停者の位置にあった。特にモスクワ大公ドミートリー・ドンスコイに対しては支持を与え、1380年「タタールのくびき」からロシアが解放される契機となるクリコヴォの戦いにおいて、戦いに赴くドミートリー・ドンスコイに対して祝福を与えている。また、セルギイの下で修道士であったペレスヴェートPeresvetとオスリャービャOslyabyaの二人を闘いに送った。クリコヴォの戦いの戦端を切ったのは、ペレスヴェートとタタールの戦士チュルベイとの一騎討ちであったと伝えられる。ペレスヴェートはこの勝負で敗北し討ち取られた。1408年修道院はタタール人の急襲に遭い、火を掛けられた。

### 聖セルギイの没後

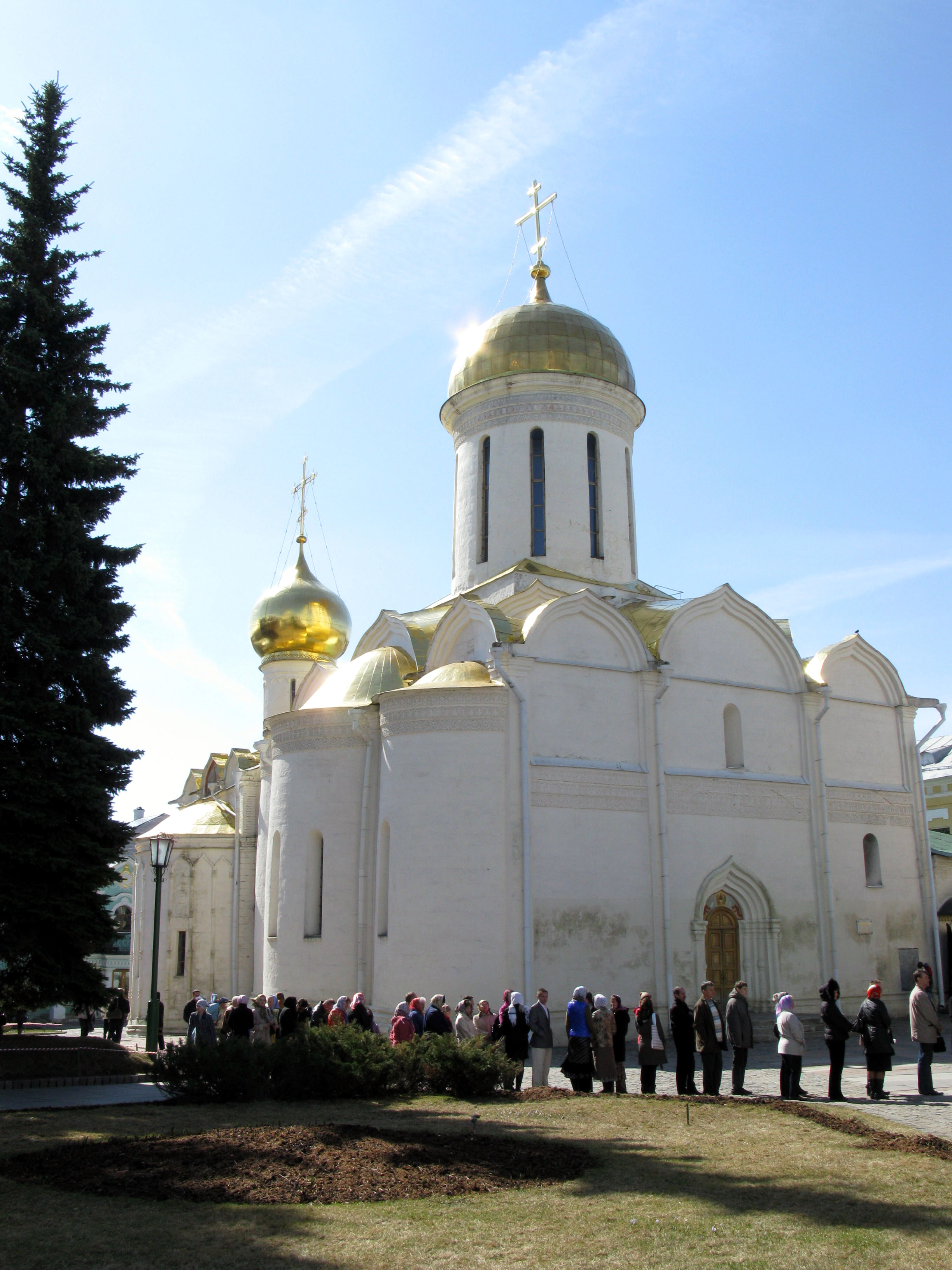
至聖三者大聖堂（トロイツキー大聖堂、1422年から1423年建設）

1392年、ラドネジのセルギイは亡くなった。1422年、 最初の石造りの聖堂が、コソボの戦い(1389年）の後この地に逃れていたセルビア人修道士たちの手によって建立された。この聖堂はセルギイの禁欲と神との一体感という理想が反映されている。そして、至聖三者を記憶する至聖三者大聖堂（トロイツキー大聖堂）として献堂され、セルギイの不朽体（遺体）はこの大聖堂に安置された。1452年、ラドネジのセルギイは聖人に列せられた。
至聖三者大聖堂のイコノスタスは、中世ロシア最高のイコン画家である、アンドレイ・ルブリョフとダニイル・チョールヌィイ（Daniil Chyorny）の手によるフレスコ画で装飾された。モスクワ大公国の諸侯らは、至聖三者大聖堂で洗礼を受けて、感謝の祈りをここで持つことが伝統となっていった。 
1476年, イワン3世（大帝）は、聖神聖堂Храм Святого Духа を建設するためプスコフの建築職人を招聘した。この優雅な建築は、ロシア正教会の教会建築では頂上に鐘楼をいただく古い様式では最古のものの一つである。内陣はつや出しされたタイルが使用されている。16世紀初期、ヴァシーリー3世はニコン別館 Nikon annexとセラピオン・テント Serapion tentを建立し、セルギイの弟子の何人かは、そこで過ごした。

### セルギエフ・ポサードの発展

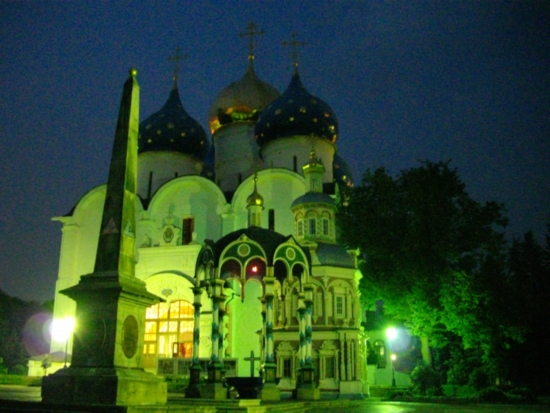
生神女就寝大聖堂（ウスペンスキー聖堂）の夜景

1559年イヴァン雷帝の命により、26年の歳月をかけて、六支柱式の生神女就寝大聖堂（ウスペンスキー聖堂）が建設された。生神女就寝大聖堂は、モスクワのクレムリンにある同名の聖堂を模して、ほぼ同じ形状と大きさで造られている。荘厳なイコノスタスは、16世紀から18世紀にかけて作られたもので、シモン・ウシャコフ（Simon Ushakov）の最高傑作である、機密制定の晩餐のイコン（画像）がある。1684年内陣の壁面には、ヤロスラヴリの職人たちによる、紫と青を基調としたフレスコ画がある。地下納骨所には、ボリス・ゴドゥノフとその家族、20世紀の何人かのモスクワ総主教らが眠っている。
修道院は寄進によってロシアで最も裕福な地主の一つに成長していった。修道院の建物も増築され修道院を周囲から隔絶していた森も伐採されていった。修道院の周囲には門前町が形成され、現在のセルギエフ・ポサードとなる。修道院自体は、ロシア史の記録とイコンの貴重な中心となっていった。1547年修道院の壁のちょうど反対側に聖パラスケワ教会が建設され、聖パラスケワ女子修道院が創設された。現在のヴヴェーデンスカヤ教会である。

### 大修道院

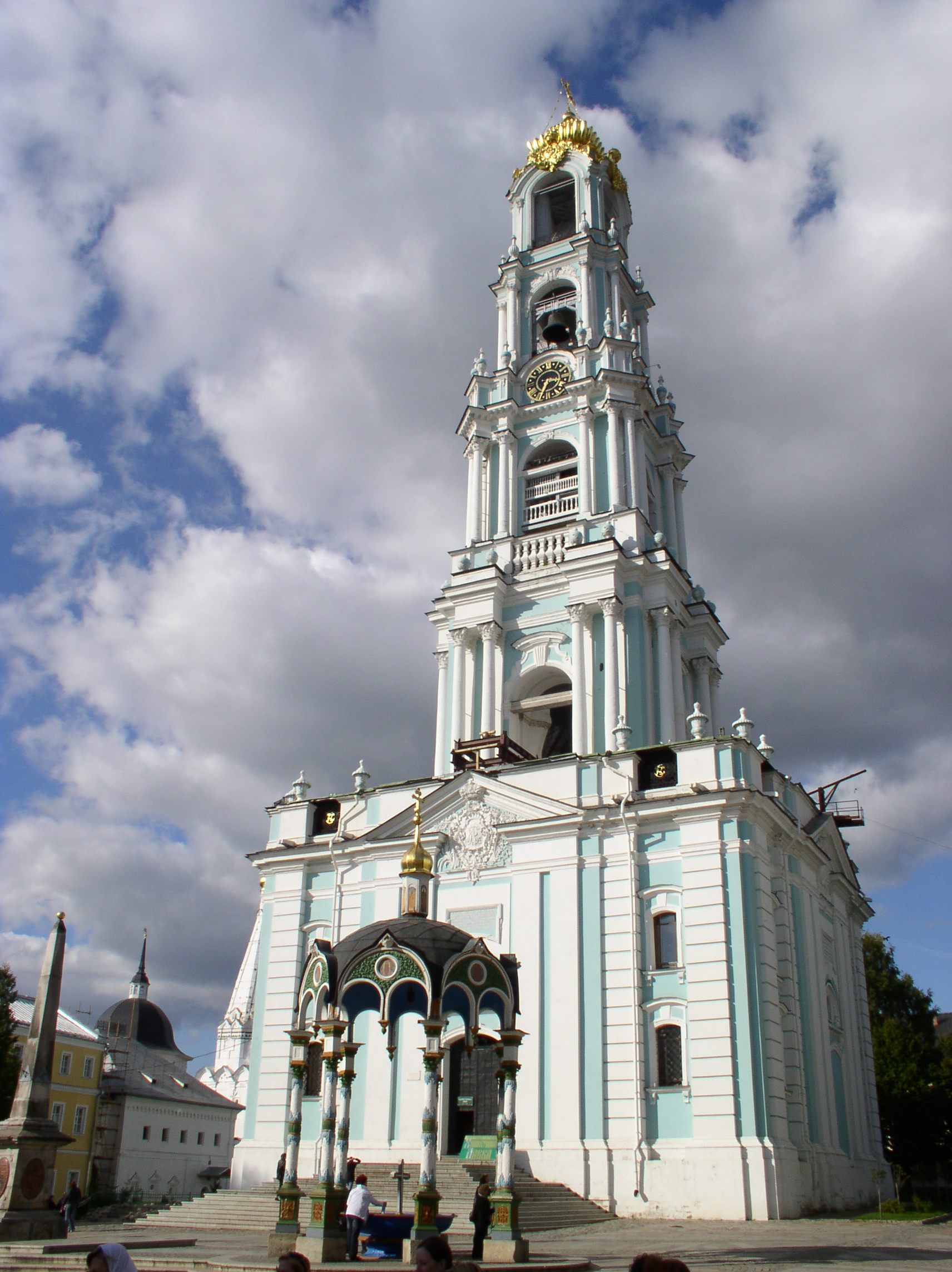
高さ88メートルの鐘楼。建設当時ロシア一の高層建築であった。

1550年代になってモスクワ防衛のため同市の周囲には城塞都市が建設されたが、同様に修道院にも北東からの侵入に備え、周囲に12基の塔を備える1.5キロメートルの石壁が作られていった。1608年から1610年にかけてポーランド・リトアニア共和国によって行われた16ヶ月に及ぶトローイッツェ・セールギエフ大修道院の包囲戦 Siege of Troitse-Sergiyeva Lavraにも耐え抜いた。大聖堂門の漏斗孔は、1618年のヴワディスワフ4世による包囲戦を退けたことを記念して保存された。こうしてトローイッツェ・セルギエフ修道院は、ロシアにとって愛国心や不撓不屈の精神力の代名詞とも言うべき存在になっていった。歴代皇帝は、戦いの前後に修道院に赴き、聖セルギイのイコンを手に戦場へと馳せるようになった。
17世紀末まで、若きピョートル大帝が政敵から2度に渡り修道院に逃れるなどしたこともあり、皇帝や皇后、高位高官を迎えるための多数の施設が建設された。その中には皇帝のための迎賓館、御成御殿ともいうべきバロック様式の皇帝宮殿がある。聖セルギイの食堂（トラーベズナヤ）は中央に柱などの支えが無い、ロシア最大規模510平方メートルを室内空間であった。5つのドームを擁する門上プレッテンチェースカヤ教会（前駆授洗イオアン誕生教会）は、1693年から1699年にかけて、ストロガノフ家の寄付によって建設された。その他、17世紀の建築物としては、修道士の居室、ゾシマ・サヴァティー教会を頂く病院などがある。なお、教会建立の際、神聖と見なされる井戸が覆われてしまったが、後に1644年発見された。
1744年女帝エリザヴェータ・ペトローヴナによってトローイッツェ・セルギエフ修道院は、ラヴラ（大修道院）の格を与えられた。以後、モスクワ府主教は大修道院長を兼務するようになる。エリザヴェータ自身もしばしば修道院に行幸したが、こうした女帝の行幸には、女帝と秘密結婚をしたとの噂もあった寵臣アレクセイ・ラズモフスキー（Alexey Razumovsky）伯爵も同道した。ラズモフスキー伯は、スモレンスクにある聖マリア教会の管理も行っていたが、この教会は最後に大修道院の格を得た教会であり、エリザヴェータお気に入りのもう一つの教会であった。イワン・ミチューリン（Ivan Michurin）とドミトリー・ウフトムスキー（Dmitry Ukhtomsky）設計による高さ88メートルの白と青のバロック式鐘楼は、当時としてはロシア一の高層建築であった。

### ロシア正教会の中心的大修道院として

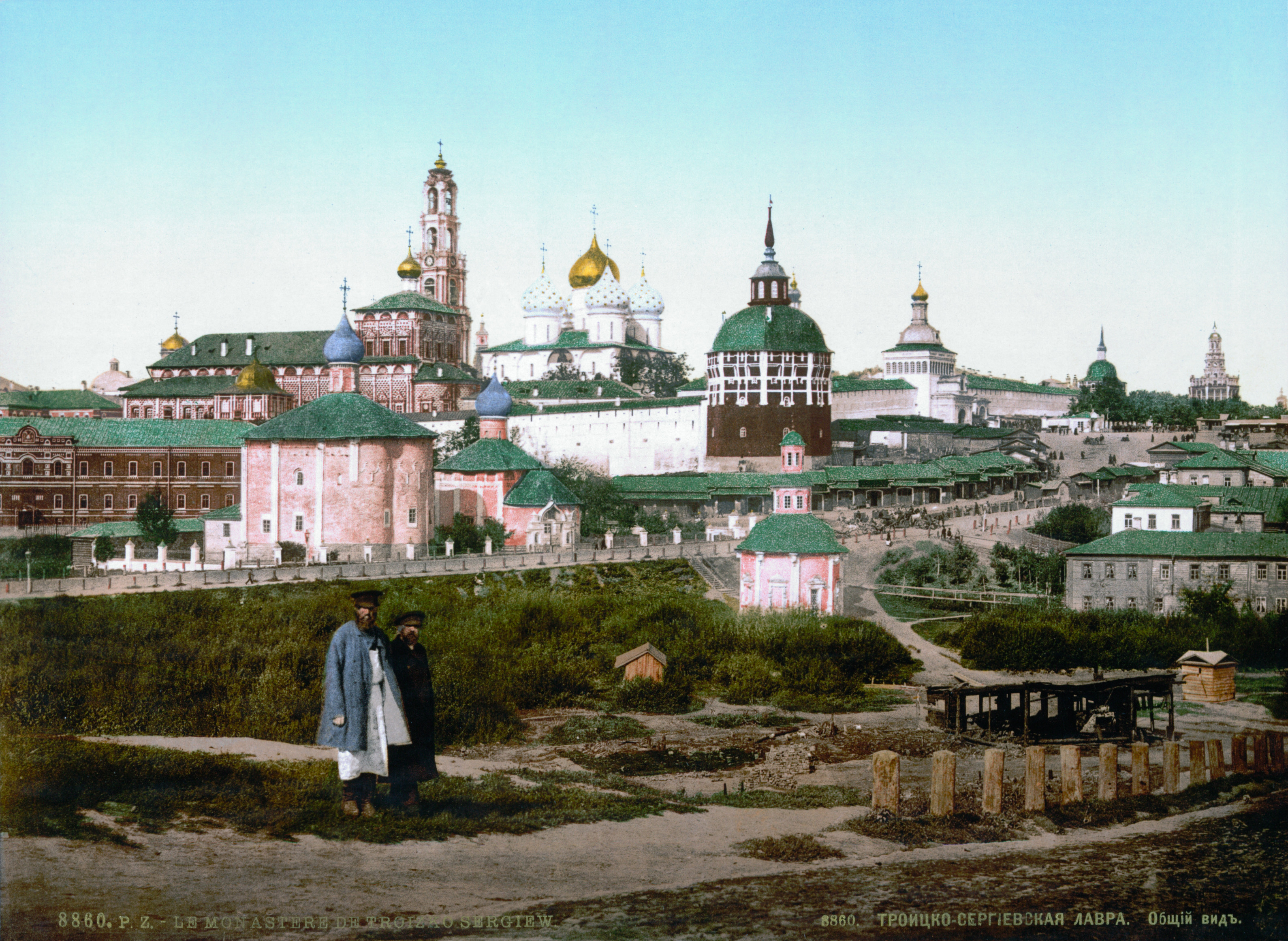
1890年代に撮影された至聖三者セルギイ大修道院（トローイッツェ・セールギエフ大修道院）の光景

1764年女帝エカテリーナ2世により、ロシア国内の修道院が所有する領地と農奴は、国家の所有となった。この改革により、修道院が保持していた政治的、経済的権力基盤は堀崩され、国家による一元支配が貫徹されることとなった。もっとも、19世紀を通して、至聖三者セルギイ大修道院（トローイツェ・セールギエフ大修道院）は、ロシア正教の修道院中、最も豊かな地位を保った。エカテリーナ2世の聴悔司祭プラトンは、大修道院院長であったということで特別な配慮がなされたことも影響した。
さらに大修道院は、ロシア正教会の一大宗教センターとして発展を遂げた。1742年に設立された神学校は、1814年に教会アカデミー（ecclesiastical academy）に改組された。大修道院は写本と正教関係の書籍の一大コレクションを誇った。大修道院が所有する中世の聖具室sacristyは、たくさんの訪問客が訪れた。セルギエフ・ポサドの市内には、大修道院の他にも、いくつか小さな修道院が建立され、その中には哲学者のコンスタンチン・レオンチェフ（Konstantin Leontiev）やヴァシリー・ロザノフ（Vasily Rozanov）などが埋葬されている。

### ロシア革命後

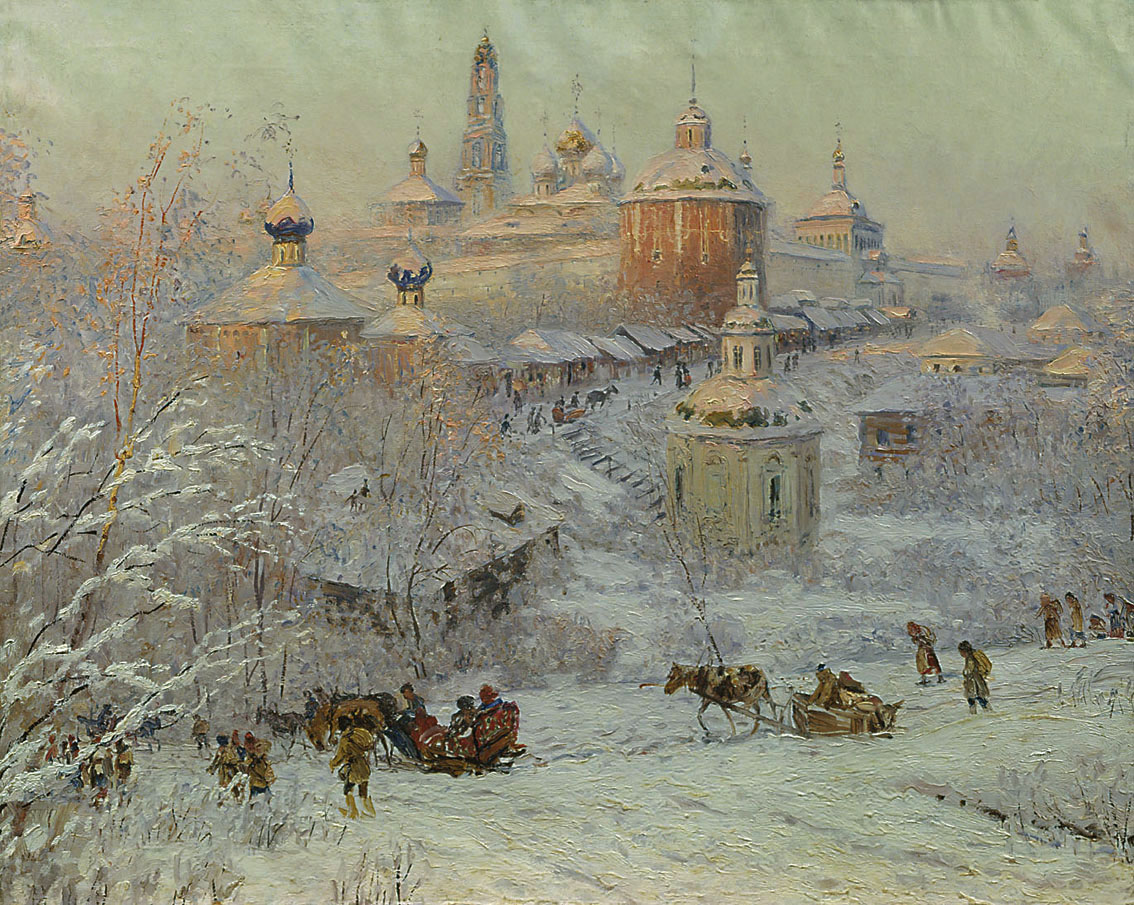
ニコライ・ドゥボフスコイによる『至聖三者聖セルギイ大修道院にて』（1917年、ロシア革命が起きた年の絵画）

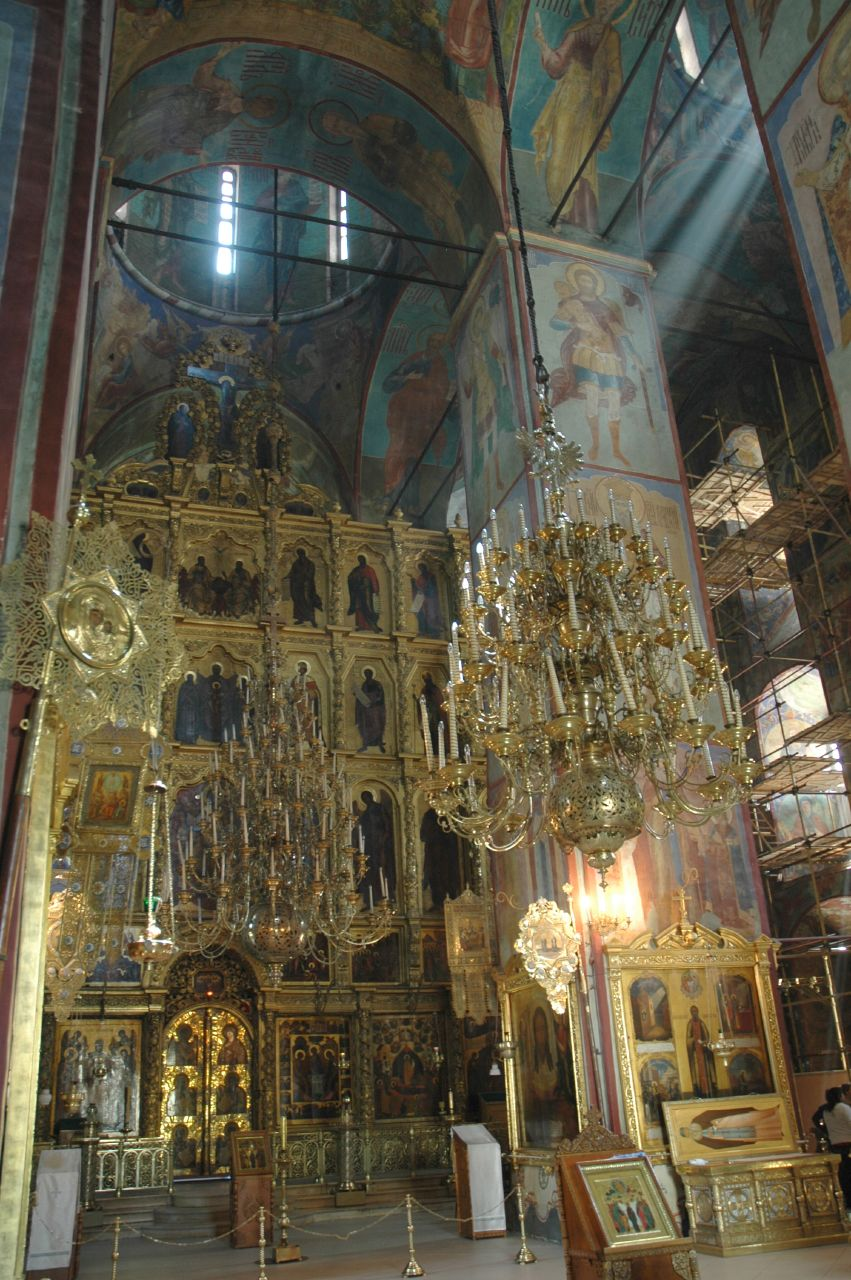
生神女就寝大聖堂（ウスペンスキー聖堂）の内観一部。イコノスタスが見える。（2008年撮影）

1917年のロシア革命後、ソビエト政権によって1920年に大修道院は閉鎖された。ソ連政府により、大修道院の建築物や装飾品、イコンなどは国有化された。1920年ソ連政府は、修道院群を野外文化財博物館に転用する決定をした。しかし、その後も文化財破壊は続き、1930年大修道院にあった鐘は全て鋳つぶされた。その中には、皇帝の鐘と呼ばれた65トンの重さを誇った鐘もあった。多才な聖職者であったパーヴェル・フロレンスキイと彼の部下は、ソビエト当局による大修道院の聖器物売却を防ごうとしたが果たせず、多くの貴重な文化遺産が喪われ、他のコレクションへの混入や、ロシア国外に流出する事態を生んだ。
第二次世界大戦、さらに独ソ戦が勃発すると対独戦争完遂のため、スターリンは、従来、ソ連共産党が採っていた方針を転換し、国民のロシア・ナショナリズム、愛国心の鼓吹のため帝政時代の英雄や宗教的権威を認めた。その一環として1945年大修道院跡はロシア正教会に返還された。1946年4月16日、生神女就寝大聖堂において、聖堂を再び奉神礼に用いるため、成聖式が行われた。
1960年代から1970年代にかけて、主要な文化遺産の復元修理が行われた。大修道院には1983年までモスクワ主教座が置かれたが、1983年には主教座のモスクワのダニーロフ修道院（Danilov Monastery）への遷座が決定された。以後、大修道院は、ロシア正教会における宗教教育の主要なセンターとして位置づけられた。1993年至聖三者セルギイ大修道院（トローイッツェ・セールギエフ大修道院）を中心とする建造物群は、ユネスコによって世界遺産に登録された。
かつて、天井の高い生神女就寝大聖堂（ウスペンスキー大聖堂）は冬の奉神礼に適さなかったため、夏の間だけ用いられた。このためこれを「夏の聖堂」、もう一方の大聖堂である至聖三者大聖堂を「冬の聖堂」と呼んだ。世界遺産登録後は、生神女就寝大聖堂に床暖房が入り、季節を問わず奉神礼が行われるようになった。
現在、至聖三者セルギイ大修道院（トローイツェ・セールギエフ大修道院）では、いくつかの聖堂を用いて、朝5時から計4つの聖体礼儀が行われている。奉神礼には一般の信者も参加することが出来る。朝5時の奉神礼は、至聖三者大聖堂で行われ、普段はガラスで覆われている聖セルギイの不朽体に直接接吻をする機会が与えられる。このため早朝にもかかわらず多くの信者が参祷する。また修道院の一角にはホテルが設置され、多くの巡礼者がロシア人を中心に集っている。

## 世界遺産登録経緯
上述の通り、1920年ソ連政府によって、野外文化財博物館となり、その後、ロシア正教会によって文化財の復元修理が行われていった。1993年ユネスコによって修道院全体と周辺の建造物群が世界遺産に登録された。

## 登録基準

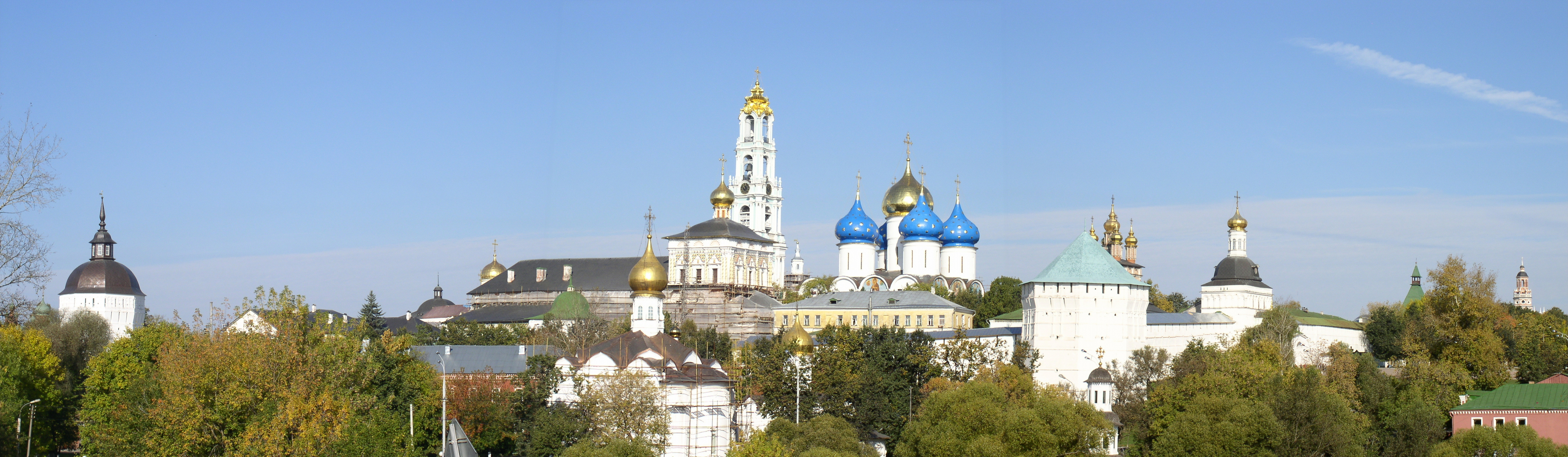
至聖三者セルギイ・ラヴラ（トローイツェ・セールギエフ大修道院）のパノラマ

この世界遺産は世界遺産登録基準のうち、以下の条件を満たし、登録された（以下の基準は世界遺産センター公表の登録基準からの翻訳、引用である）。
- (2) ある期間を通じてまたはある文化圏において、建築、技術、記念碑的芸術、都市計画、景観デザインの発展に関し、人類の価値の重要な交流を示すもの。
- (4) 人類の歴史上重要な時代を例証する建築様式、建築物群、技術の集積または景観の優れた例。

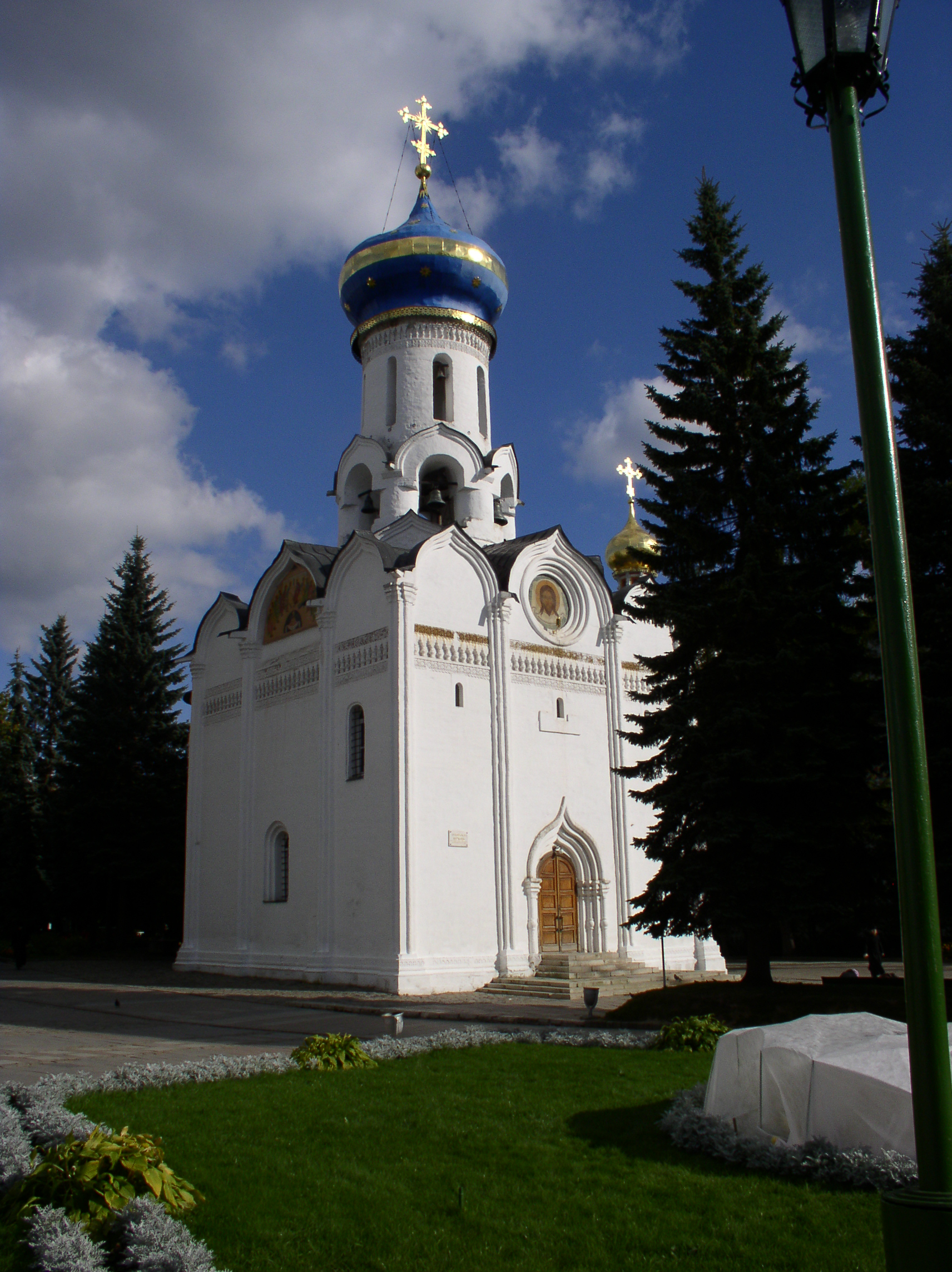
聖神゜聖堂 (1476)
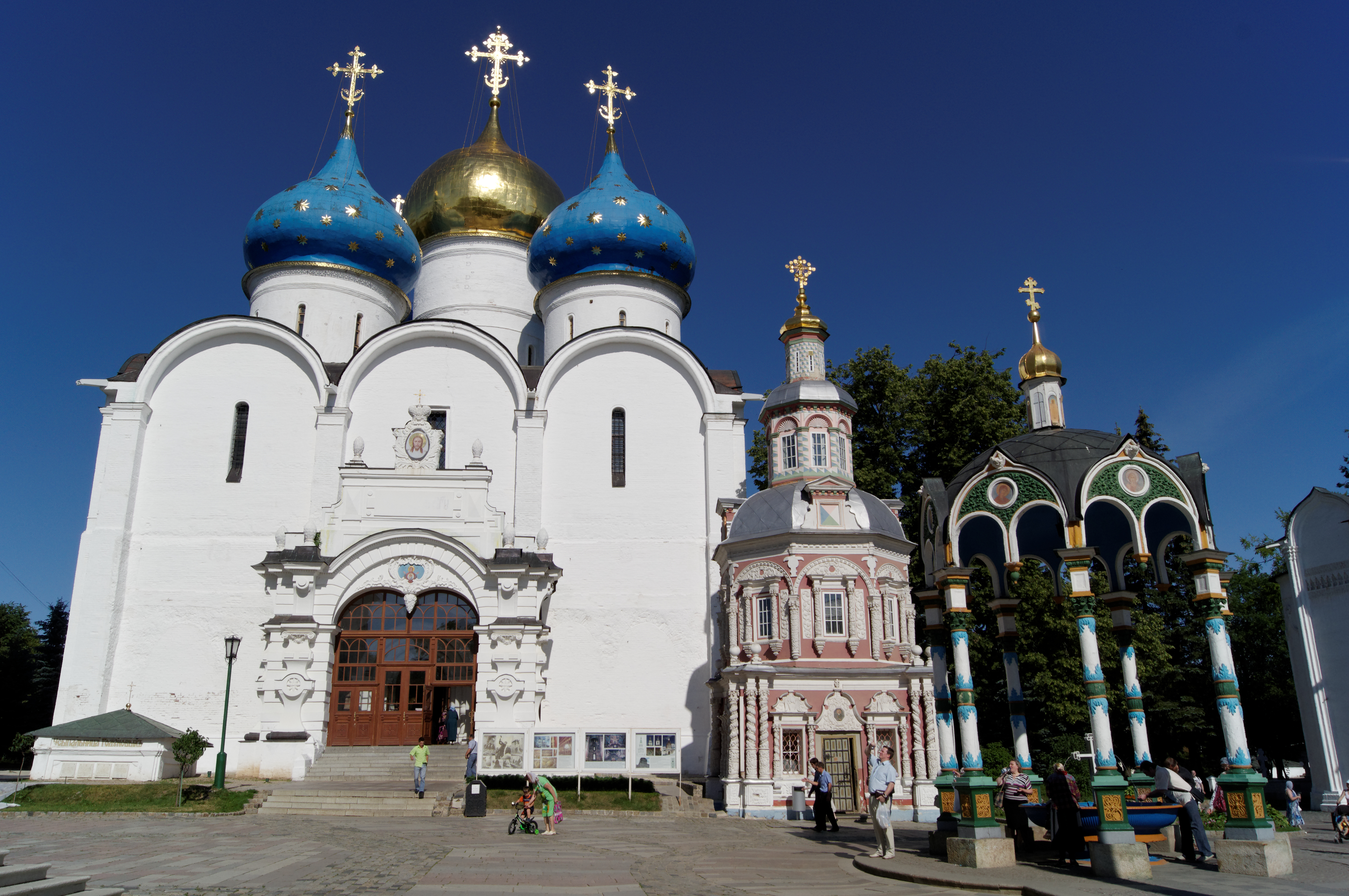
ウスペンスキー聖堂（生神女就寝聖堂）
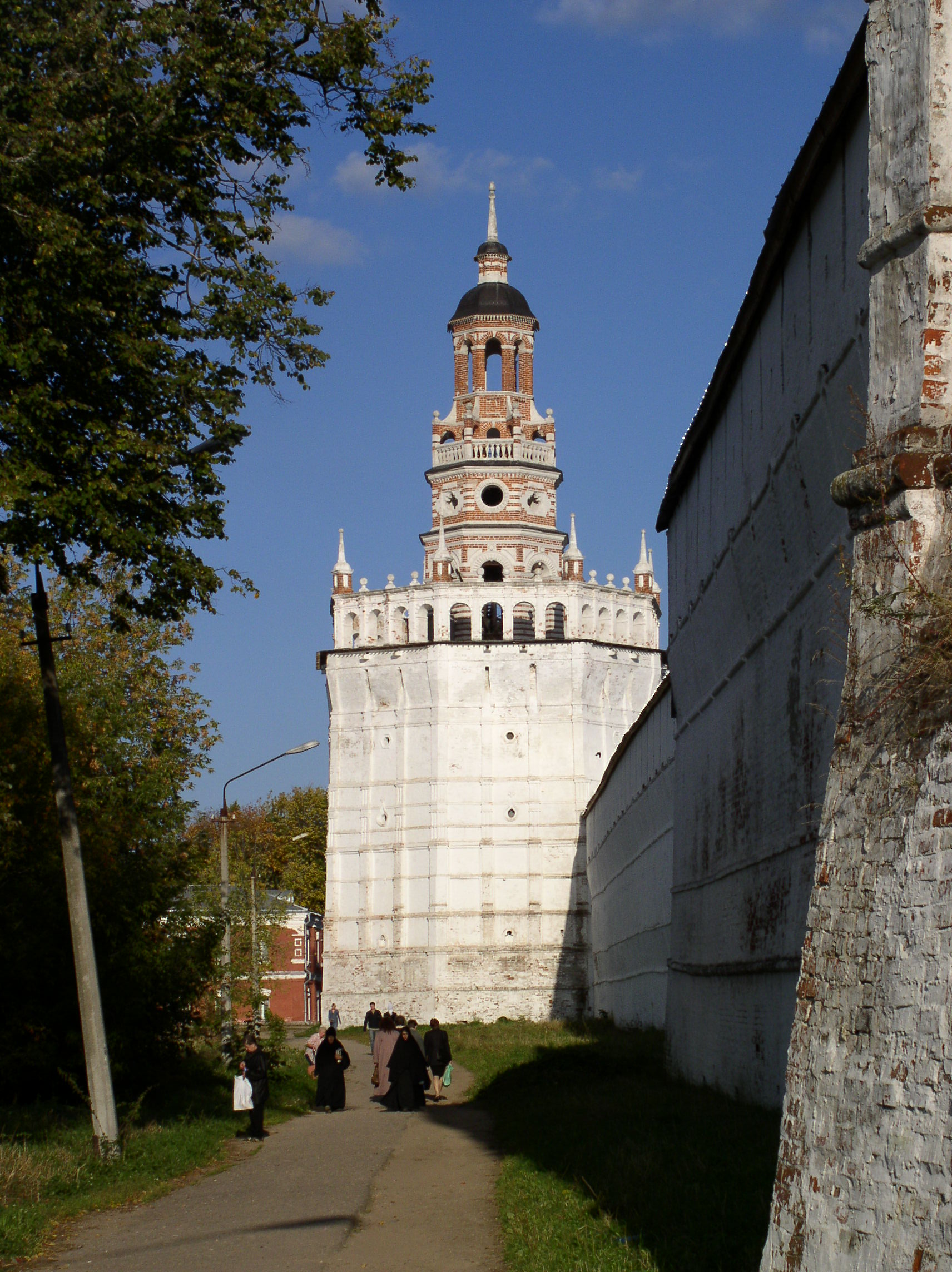
Duck Tower (1650)
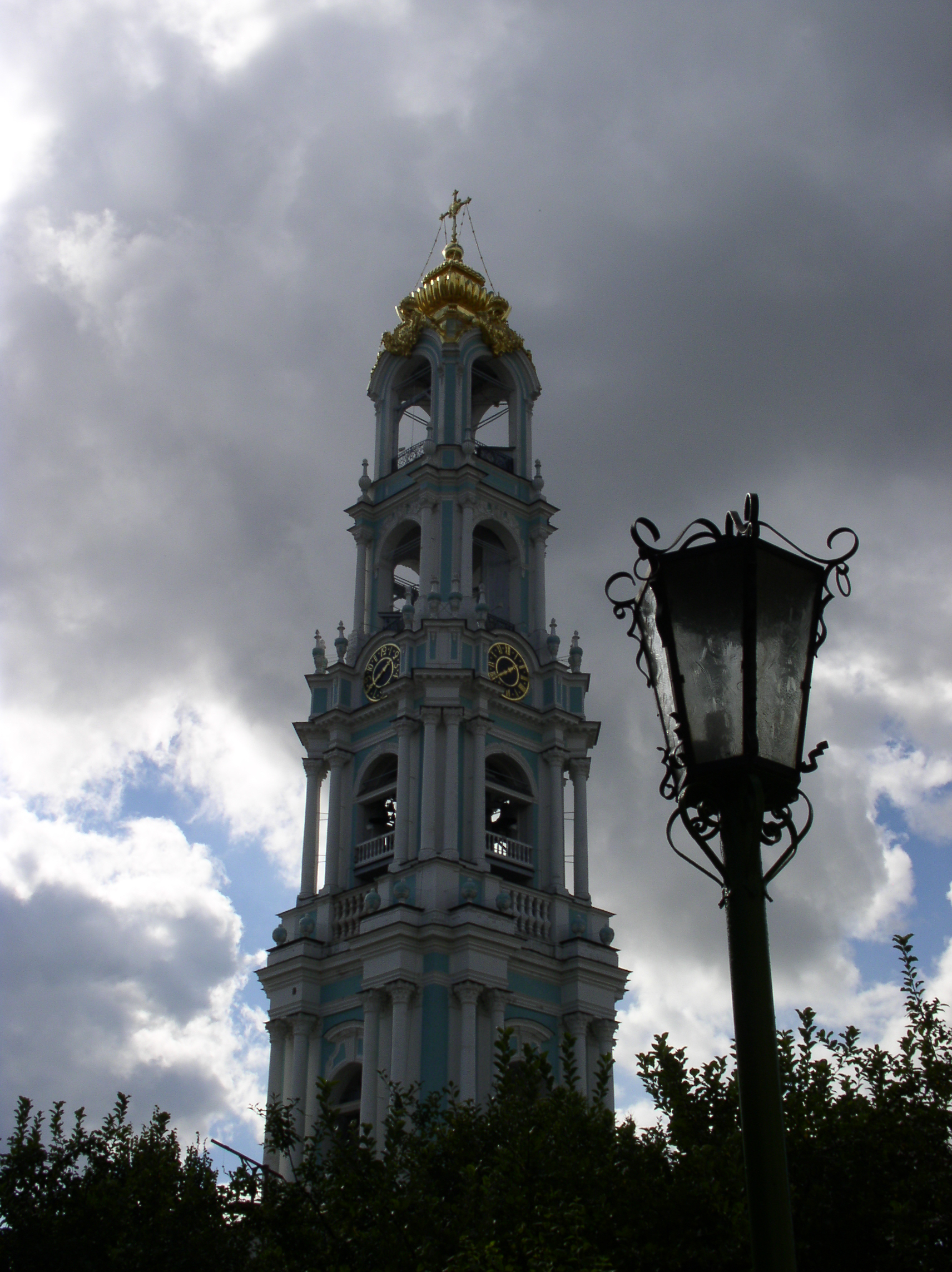
鐘楼